# Субпрефектура Парельєйрус
Субпрефектура Парельєйрус (порт. Subprefeitura de Parelheiros) — одна з 31 субпрефектури міста Сан-Паулу, розташована на півдні міста. Її повна площа 353,5 км², населення понад 110 тис. мешканців. Складається з двох округів:
- Парельєйрус (Parelheiros)
- Марсілак (Marsilac)